# Прав Юрій Григорович
Прав Юрій Григорович (нар. 5 липня 1963) — громадський діяч, український науковець, доктор наук з державного управління, заслужений економіст України.

## Життєпис
Народився 05 липня 1963 року в місті Брянка Луганської області.
Має три вищі освіти.
Після закінчення Люботинської середньої школи №1 Харківської області вступив до Харківського інституту механізації та електрифікації сільського господарства, який закінчив у 1985 році і отримав кваліфікацію інженера-механіка за спеціальністю «Механізація сільського господарства».
У 2000 році закінчив Харківський національний університет ім. В.Н. Каразіна, за спеціальністю «Міжнародна економіка»
У 2020 році закінчив Міжрегіональну академію управління персоналом і отримав диплом магістра з відзнакою за спеціалізацією «Будівельний менеджмент». 
Трудову діяльність розпочав у 1985 році у сільгосппідприємстві в Харківській області. Пройшов трудовий шлях від інженера-механіка до керівника всеукраїнської організації. 
Має великий управлінський та науковий досвід, понад 40 років загального стажу роботи, з яких біля 17 років викладацького стажу в закладах вищої освіти України, пройшов шлях від викладача до професора. 
У 2010 році успішно захистив кандидатську дисертацію зі спеціальності розвиток продуктивних сил і регіональна економіка, здобув ступінь кандидата економічних наук.
У 2020 році присвоєно вчене звання доцента. 
У 2021 році здобув ступінь доктора наук з державного управління за спеціальністю механізми державного управління. 
У 2023 році здобув вчене звання професора.
Є автором біля 80 публікацій в українських та закордонних виданнях, у тому числі у наукових фахових виданнях, індексованих в наукометричних базах Scopus і Web of Science, чотирьох монографій. 
Є президентом Всеукраїнської громадської організації «Гільдія інженерів технічного нагляду за будівництвом об’єктів архітектури» та віце-президентом громадської спілки «Міждержавна гільдія інженерів-консультантів».
Має кваліфікаційні сертифікати: провідний інженер технічного нагляду, 2017 рік; експерт будівельний, 2023 рік; інженер-консультант, 2023 рік.
Дійсний член академії будівництва України. 
Заслужений економіст України.
Є членом наукової школи управління ризиками при будівництві та експлуатації об'єктів нерухомості під керівництвом професора Олександра Непомнящого. 
Член спеціалізованої вченої ради з присудження наукового ступеня доктора наук Д 26.062.20 Національного авіаційного університету.
Член спеціалізованої вченої ради з присудження наукового ступеня доктора наук Д 64.051.34 ХНУ ім. В.Н. Каразіна.
Входить до складу екзаменаторів органу системи сертифікації персоналу будівельної галузі Всеукраїнської громадської організації «Асоціація експертів будівельної галузі» (ОСП БГ).
Входив до складу Громадської ради з питань містобудування, архітектури, будівництва та житлової політики при Комітеті з питань організації державної влади, місцевого самоврядування, регіонального розвитку та містобудування, яка була утворена у 2019 році.
На сьогодні є членом Робочої групи з розробки Містобудівного кодексу України.

## Відзнаки та нагороди
- Орден «За заслуги» ІІІ ступеня (23 серпня 2021) — за значний особистий внесок у державне будівництво, зміцнення обороноздатності, соціально-економічний, науково-технічний, культурно-освітній розвиток Української держави, вагомі трудові досягнення, багаторічну сумлінну працю та з нагоди 30-ї річниці незалежності України[5];
- Почесна грамота Кабінету Міністрів України (2006),
- Почесна грамота Харківської обласної державної адміністрації (2006),
- Трудова відзнака «Знак пошани» Міністерства аграрної політики України (2007),
- Знак «Відмінник технічної служби» Інспекції державного технічного нагляду Харківської облдержадміністрації (2008),
- Заслужений економіст України (2008),
- Відзнака Міністерства оборони України «Знак пошани» (2009);
- Грамота Верховної ради України (2015);
- Ювілейна медаль «25 років незалежності України» (15 червня 2016)[6];
- Почесна грамота Верховної ради України (2018);
- Почесний нагрудний знак «За заслуги перед Збройними Силами України» (2018);
- Почесна відзнака Харківської обласної ради «Слобожанська Слава» (2020);
- Відзнака Міністерства оборони України – медаль «За сприяння Збройним Силам України» (2020);
- Відзнака «Почесний громадянин Чугуївського району» (2023)[7];
- Почесний нагрудний знак «За сприяння війську» (2023);
- Відзнака Міністерства оборони України – медаль «Хрест пошани» (2024).

## Основні наукові праці та публікації
- Принципи функціонування регіонального інвестиційно-будівельного комплексу.[8][9]
- Визначення сутності державного регулювання галузі будівництва: теорія та практика[10]
- Прав Ю.Г. Методи регіонального аналізу житлового будівництва та державної  житлової політики. Вісник ХНУ. Сер. Екон. 2003. № 608. С.162-167.
- Прав Ю.Г., Тортатюк В.И. Территориальная организация жилищного строительства в Украине. Системотехнические основы полидименсионального формирования синергетического инвестиционного цикла в строительной отрасли : матеріали міжнародної наук. - практ. конференції. Харків : ХНАГХ, 2007. С.133-135.
- Прав Ю.Г. Реалізація державної житлової політики іпотечного кредитування. Коммунальное хозяйство городов : Науч.-техн. сб. сер.: Экономические науки. 2010. Вып. 92. С. 98-107.
- Прав Ю.Г., Непомнящий О.М. Аналіз сучасного стану фінансування міжнародними фінансовими організаціями інвестиційних проектів в Україні.  Інвестиції: Практика та досвід. 2016. № 19. С. 72-76.
- Управління ризиками при будівництві та експлуатації об’єктів нерухомості. Довідник для замовників будівництва та інженерів-консультантів. Вип. 1 / Прав Ю.Г. Непомнящий О.М., Рева С.Л., Барзилович Д.В. та ін. Харків : Вид-во «Форт», 2018. 156 с.
- Механізми вирішення спорів як захист від ризиків під час реалізації  проекту будівництва / Галінський О.М., Марушева О.А., Медведчук О.В., Власенко І.М. Ризики при реалізації інвестиційних проектів : матеріали наук.-практ. семін., 16-17 травня 2018 р. ; за ред. О.М. Непомнящого. Київ : НАНЦ, 2018. 28 с.
- ВІМ та ISO 19650 – у контексті управління проектами. Організація та оцифровування інформації про будівлі і споруди з інформаційним моделюванням будівель (ВІМ) / Прав Ю.Г. Непомнящий О., Барзилович Д., Бродко О. та ін. Проспект про стандарт ISO 19650 із використання інформаційного моделювання будівель. Харків. 2019. 50 с.
- Marusheva O., Prav Yu. Features of Non-Tariff Regulation of Construction Products Market in Ukraine. International Journal of Recent Technology and Engineering (IJRTE). 2019. № 8(4S). P. 15-19.
- Особливості укладання договорів на надання послуг у будівництві на основі досвіду «FIDIC» та «УФСІ» / Прав Ю.Г. та ін. Ризики при реалізації інвестиційних проектів : матеріали наук.-практ. семін., 16-17 травня 2018 р. ; за ред. Ю.Г. Права. Київ : НАНЦ, 2018. 40 с.
- Прав Ю.Г., Марушева О.А., Барзилович Д.В. Сучасні концептуальні підходи до державного регулювання соціально-економічних відноси у будівництві. Публічне урядування : збірник. 2019. №1 (16). С. 93-106.
- Прав Ю. Г., Дегтяр О. А., Кіслов Д. В., Марушева О. А. та ін. Управління об’єднаними територіальними громадами: монографія. Київ: «Видавництво Людмила», 2019. 388 с. (Внесок автора – обґрунтування стратегії управління розвитком інноваційних процесів у будівельному комплексі).